# Воскоїд лірохвостий
Воскої́д лірохво́стий (Melichneutes robustus) — вид дятлоподібних птахів родини воскоїдових (Indicatoridae).

## Поширення
Вид поширений у Західній і Центральній Африці. Ареал розірваний на дві частини. Менша за площею частина припадає на Сьєрра-Леоне, Ліберію, південь Гвінеї та захід Кот-д'Івуару. Більша частина простягається від південного сходу Нігерії на схід до Уганди та на південь до Північної Анголи.

## Опис
Птах завдовжки 16,5–18 см. Вага самця 51,1–61,5 г, самиці 46,9–57 г. Забарвлення птаха темно-оливкове з жовтим малюнком на крилах, у нижній частині тіла світліше. У самців пір'я на хвості заручене ліроподібно (звідси і назва виду).